# 幻の罠 (1982年のテレビドラマ)
『幻の罠』（まぼろしのわな）は、1982年に日本テレビ系「火曜サスペンス劇場」で放送されたテレビドラマ。主演は岩下志麻。原作 - 夏樹静子（短編集「二人の夫をもつ女」の一編）より - VTR作品。

## あらすじ
酒井三津枝（岩下志麻）と谷森葉子（加賀まりこ）は学生時代の友人だった。ある日、葉子の夫・谷森茂（石橋蓮司）の不倫相手のホステスが何者かに殺される。警察は茂の妻である葉子を疑った。葉子にはアリバイがあり、事件のあった時間に映画を見に行っていた三津枝と駅で会っていたのだ。三津枝は介護をしてる姑がいる手前、警察にその時は外には出かけていないと嘘の証言をしてしまった為、葉子の疑いは濃厚となり、勤めていたテレビ局を解雇され、宅食のパートをしながら甲斐性なしの夫と幼い娘と貧しい生活を余儀なくされた。数年後、三津枝は介護が終わり県庁に勤める夫（西沢利明）と何不自由ない裕福な生活をしていたが、近所に葉子が引越してきた。その時から三津枝の周りで悪質なイタズラや嫌がらせが多発する。三津枝は葉子が仕返しでやってるのではないかと疑いはじめ精神が不安定になる。そのうち葉子に殺される、引越ししたいと夫にすがるが・・・。

## キャスト
- 酒井三津枝 - 岩下志麻
- 谷森茂 - 石橋蓮司
- 保険外交員 - 絵沢萠子
- 警察官 - 三谷昇
- 北村総一朗
- 三木弘子
- 鶴田忍
- 関時男
- 斉木信博
- 板倉加代子
- 内山森彦
- 片岡静香
- 越村公一
- 藤瀬雅子
- 戸川暁子
- 志村幸江
- 那須のり子
- 谷本道子
- 望月里美
- 西平守代
- 小泉慎一郎
- ナカライプロダクション
- ヨガ指導 - 相川圭子 ヨガ協会
- 三船芸術学院
- 三津枝の夫 - 西沢利明
- 谷森葉子 - 加賀まりこ

## スタッフ
- 企画 - 小坂敬（日本テレビ）、山本時雄（日本テレビ）
- プロデューサー - 小杉義夫（日本テレビ）、鍋島寿夫（三船プロ）、伊藤満（三船プロ）
- 原作 - 夏樹静子
- 脚本 - 塩田千種、恩地日出夫
- 音楽 - 大谷和夫
- CAM - 竹内勝治
- VE - 金野勝
- VTR - 福田久二
- 技術担当 - 八重沢清
- 照明 - 小中健二郎
- 美術デザイン - 安倍衛
- 美術デスク - 天野信夫
- 美術進行 - 桜井陽一
- 録音 - 八木多木之助
- 編集 - 阿良木佳弘、東洋現像ビデオセンター
- 助監督 - 白山一城
- 記録 - 天野春代
- 演技事務 - 大野仁司
- 宣伝担当 - 河村良子（日本テレビ）
- 衣裳 - 京都衣裳
- メイク - 内山稲穂子
- ヘヤー - 橋本靖男
- 小道具 - 栗原勝男
- 装置 - トリッセンエンタープライズ
- 効果 - 宮田音響
- 選曲 - 小原孝司
- ロケ協力 - 静岡スポーツプラザホテル、静岡鉄道、静岡ディナーサービス、よみうり文化センター荻窪
- 衣裳協力 - MOGA、鈴乃屋
- 制作協力 - 静岡第一テレビ、ACT
- 製作担当 - 荻原静
- テーマ曲 - 「聖母たちのララバイ」 唄 - 岩崎宏美（ビクターレコード）
- 監督 - 恩地日出夫
- 制作 - 日本テレビ、トリッセンエンタープライズ[2]